# البركة (ذمار)

تعديل مصدري - تعديل

البركة هي إحدى قرى عزلة كهال بمديرية المنار التابعة لمحافظة ذمار، بلغ تعداد سكانها 225 نسمة حسب تعداد اليمن لعام 2004.